# 性別表現

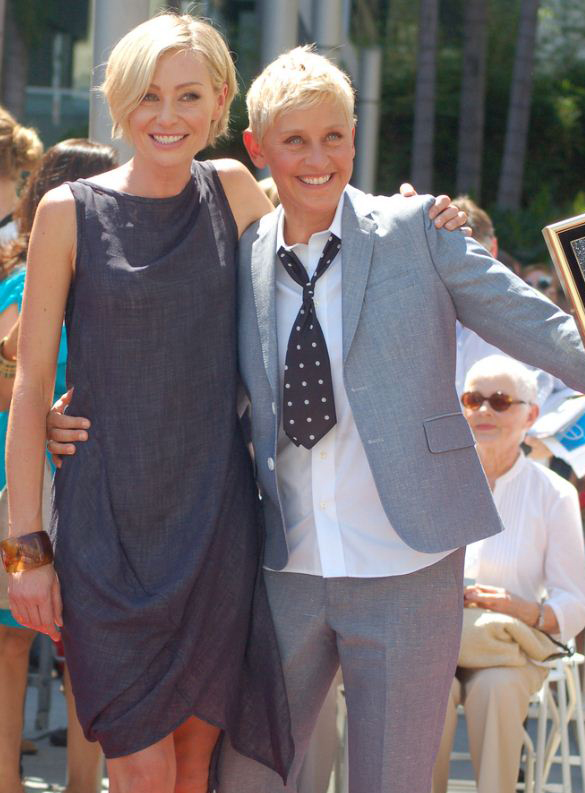
被誉为知名伴侣的艾倫·狄珍妮（右）与波蒂亞·德·羅西（左）。在女同性恋文化中，个人的性别表現通常以更具女性化的“P”或更具男性化的“T”来描述。

性別表現（英語：Gender expression）或性別呈現，是指個人的行為、舉止和外貌，這些特徵在社會上與性別相關聯，特別是與女性氣質或男性氣質有關。性別表現也可以被定義為個人透過行為、服裝、髮型、聲音或身體特徵等外在形式展現其性別認同的方式。通常，人們以男性化和女性化的角度來看待性別表現，但一個人的性別表現可能同時包含女性化和男性化的特徵，或者不包含這兩者中的任何一種。個人的性別表現可能與他們出生時的指定性別相符，也可能不相符。這包括性別角色，並依據與性別相關的文化刻板印象。性別表現與性別認同是不同的概念。

## 術語
性別表現通常反映一個人的性別認同（即他們對自身性別的內在感受），但並非總是如此。性別表現與性傾向和出生指定性別兩者是獨立且分開的概念。性別認同可以通過行為、服裝、髮型、妝容、聲音、肢體語言以及其他外在外貌特徵來表達。性別表現不一定總是與個人的性別認同一致。有一種性別表現被認為與外界對個人性別的典型認知不符，可能被描述為非常規性別。
性別表現在不同個人和文化之間可能有很大的差異，並不一定符合傳統的性別角色或期望。有些人可能以通常與異性相關的方式表現其性別，例如男性穿著洋裝，或女性剪短髮並穿著男性化的服裝。其他人則可能偏好中性或兩性化的外貌，或者根據情境或場合選擇不同的表現方式。
在男性和男孩中，典型或男性化的性別表現通常被描述為「男子氣概」，而非典型或女性化的表現則被稱為「娘娘腔」。在女孩和年輕女性中，典型或女性化的性別表現通常被描述為「女人味」，非典型的男性化表現被稱為「假小子」或「男孩子氣」。在女同性戀者和酷兒女性中，男性化和女性化的表現分別被稱為「T（中性/男性化）」和「P（女性化）」，或國際上常見的「Butch」和「Femme」。混合了典型與非典型的性別表現則可能被描述為「中性化」或「兩性化」。
「性別表現」一詞被用於《日惹原則》，該原則關注國際人權法在性傾向、性別認同、性別表現以及性別特徵相關議題中的應用。此術語在某些國家（包括加拿大）也被用作人權保護的判定標準之一。

## 性別表現與性取向之間的混淆

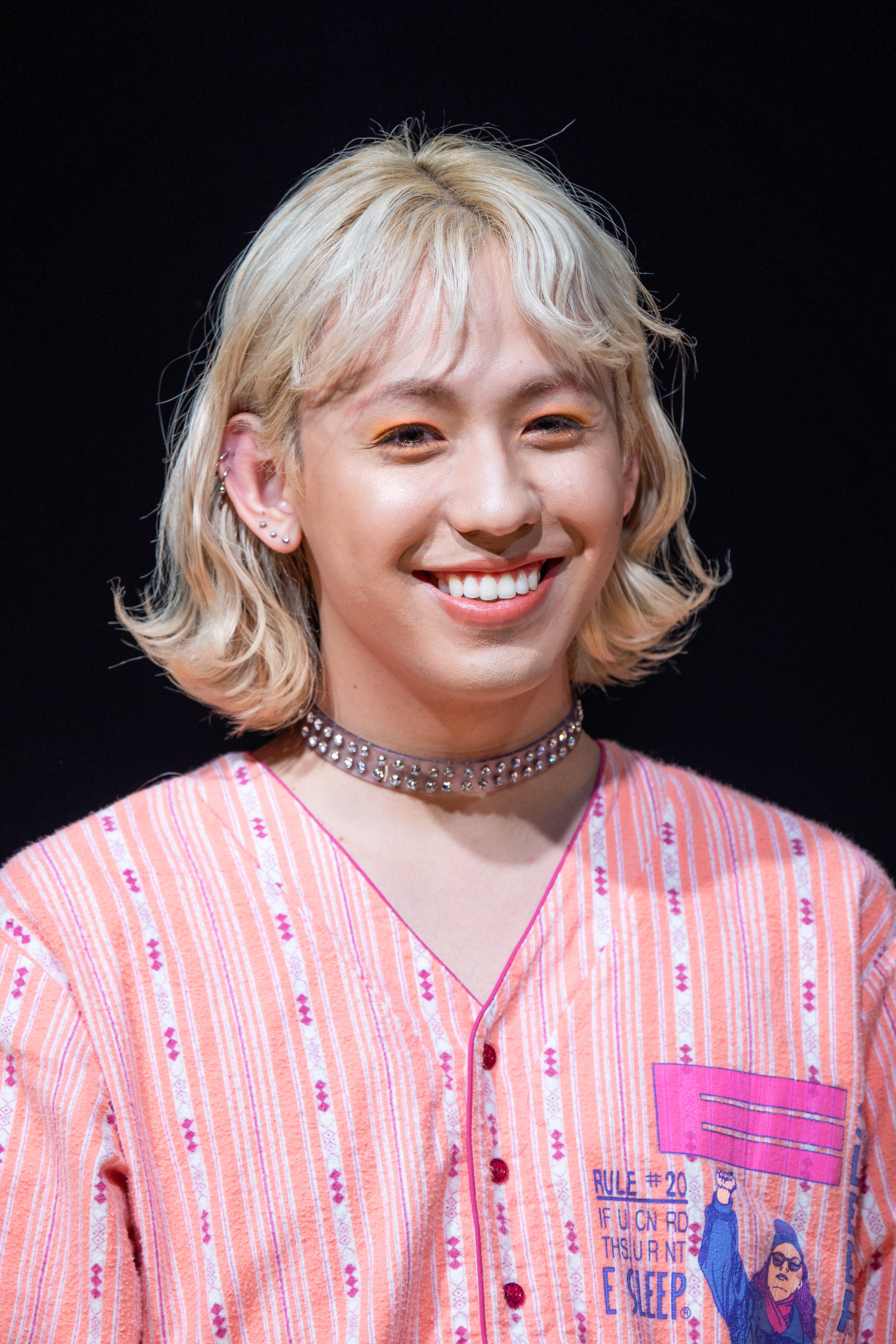
以带有女性化特质的性别表現而闻名的ryuchell

雖然性別表現與性傾向並沒有必然聯繫，但人們常常會誤解，認為女同性戀者較為男性化，而男同性戀者較為女性化，而不考慮個人的實際性別表現。這種觀念會導致人們根據性傾向來錯誤解讀一個人的性別表現。斯泰西·霍恩（Stacey Horn）針對青少年進行的研究顯示，那些未按照其指定性別表現的同性戀者通常被認為較不那麼容易被接受。相比之下，表現與其指定性別一致的個體往往面臨較少的社會騷擾和歧視。然而，異性戀男性中，性別表現偏女性化而非男性化的人群是受到歧視最嚴重的一類。
性別理論家朱迪斯·巴特勒提出的「異性戀矩陣」理論認為，人們通常根據其可見的生理性別或性別表現來假定某人的性取向。麗莎·迪奇（Lisa Disch）指出，這說明了人們為什麼傾向於根據其生理性別和性取向來假定某人的性別表現。一些性學家，特別是在20世紀早期，將男同性戀者和女同性戀者視為「性別倒置者」（gender inverts）。這種觀念在1950年代紐約的同性戀文化中也有所體現，例如被稱為「妖精」（fairies）的女性化男性，以及男性化的女同性戀者（butch lesbians）。變裝表演（Drag shows）也被認為是一種透過改變性別表現來暗示性傾向的方式，儘管這並非總是如此。一些研究顯示了類似的觀點，表明同性戀者通常比異性戀者更不符合傳統性別規範，而終生的非常規性別行為也可能是性傾向的一種指標。